# Агаларов, Аббас Фархад оглы
Аббас Фархад оглы Агаларов (азерб. Abbas Fərhad oğlu Ağalarov) — азербайджанский и советский боксёр, выступавший за СССР в полулёгкой весовой категории (до 57 кг). Заслуженный мастер спорта СССР и заслуженный тренер СССР, судья всесоюзной категории (1950), судья международной категории (1956).

## Биография
Член общества «Динамо» Баку. Финалист чемпионата СССР в 1937 году. Закончив выступления на ринге, стал тренером ДСО «Буревестник» и «Динамо». Аббас Агаларов был потомком генерал-лейтенанта Российской армии Гасан бека Агаларова. Аббас Агаларов считается основоположником азербайджанского бокса. Он также возглавлял кафедру бокса Азербайджанского государственного института физической культуры.

## Награды
- Орден «Знак Почёта» (27.04.1957) — «за успехи, достигнутые в деле развития массового физкультурного движения в стране, повышения мастерства советских спортсменов, и успешное выступление на международных соревнованиях»
- Заслуженный деятель физической культуры и спорта Азербайджанской ССР (1964)[4]

## Память
В 2004 году в память об Аббасе Агаларове в Баку с 8 по 11 декабря в спортивном комплексе Национального Олимпийского Комитета был проведён международный турнир по боксу. В соревнованиях участвовало 80 спортсменов из Азербайджана, России и Грузии, а грузинскому спортсмену Кобе Пхакадзе, одержавшему победу в весовой категории 57 килограммов, в которой в своё время выступал сам Аббас Агаларов, была вручена специальная награда.
В 2008 году в память об Аббасе Агаларове в Баку с 18 по 21 декабря был проведён ещё один международный турнир, в котором уже участвовало около 100 спортсменов из 8 стран, в том числе из Англии, Шотландии, Уэльса, России, Казахстана, Узбекистана, Грузии и Азербайджана.

## Фотогалерея
- Международный турнир по боксу в 1928 году
- Сборная команда Азербайджанской ССР по боксу в 1928 году. Слева направо: А. Есаян, Фаерман, А. Шепелев, В. Поддубный, В. Чачаев, Безмятинов и Аббас Агаларов
- Сборные команды Азербайджанской ССР и Турции. Аббас Агаларов внизу второй справа
- Аббас Агаларов (слева) и Неджми-бей (Турция)